# Emelie Almesjö
Emelie Almesjö (* 4. Juni 1990) ist eine schwedische Fußballtorhüterin, die seit 2017 bei Mallbackens IF unter Vertrag steht.

## Karriere

### Verein
Almesjö stand in der Saison 2008 im Kader des schwedischen Erstligisten Bälinge IF, für den sie jedoch nicht zu Pflichtspieleinsätzen kam. Später spielte sie für den schwedischen Zweitligisten IK Sirius, bei dem sie in den Jahren 2012 und 2013 insgesamt 47 Einsätze in der Division 1 und der 2013 neugegründeten Elitettan absolvierte. Im Jahr 2014 wechselte Almesjö zum Erstligaaufsteiger Eskilstuna United und debütierte dort am 14. April im Heimspiel gegen KIF Örebro in der Damallsvenskan. Nach zwei Jahren in Eskilstuna schloss sie sich Anfang 2016 dem Zweitligisten Östersunds DFF an, für den sie 26 Ligaspiele absolvierte. Ein Jahr später zog Almesjö zu Mallbackens IF weiter.

### Nationalmannschaft
Almesjö stand 2012 und 2013 im Kader der schwedischen U-23-Nationalmannschaft, mit der sie im März 2013 am Vier-Nationen-Turnier in La Manga teilnahm.